# Amobia
Amobia is een vliegengeslacht uit de familie van de dambordvliegen (Sarcophagidae).

## Soorten
- A. aberrans Reinhard, 1955
- A. aurifrons (Townsend, 1891)
- A. erythrura (Wulp, 1890)
- A. floridensis (Townsend, 1892)
- A. hinei (Allen, 1926)
- A. oculata (Zetterstedt, 1844)
- A. pelopei (Róndani, 1859)
- A. signata (Meigen, 1824)